# Montebourg
Montebourg är en kommun i departementet Manche i regionen Normandie i norra Frankrike. Kommunen ligger i kantonen Montebourg som tillhör arrondissementet Cherbourg. År 2022 hade Montebourg 1 951 invånare.

## Befolkningsutveckling
Antalet invånare i kommunen Montebourg
| Referens: INSEE |